# وابستگی‌های مذهبی در سنای ایالات متحده آمریکا
وابستگی‌های مذهبی اعضای برجستهٔ هر سه قوه دولت محلی برای تحلیل و مباحثه در رسانه‌ها و عموم است گرچه این وابستگی‌های مذهبی مقامات انتخابی به هیچ وجه نشان دهندهٔ وفاداری آنان یا الزاماً منعکس کنندهٔ سابقهٔ رای‌هایی که می‌دهند نیست.

## سناتورهای کنونی ایالات متحده
این فهرست وابستگی‌های مذهبی گزارش شدهٔ اعضای سنای ایالات متحده در کنگره صد و سیزدهم را نشان می‌دهد.

### کاتولیک
| سناتور             | حزب                                | ایالت           | وابستگی مذهبی |
| ------------------ | ---------------------------------- | --------------- | ------------- |
| کلی آیوت           | حزب جمهوری‌خواه ایالات متحده آمریکا | نیوهمپشایر      | کاتولیسیزم    |
| ماریا کانتول       | حزب دموکرات ایالات متحده آمریکا    | ایالت واشینگتن  | کاتولیسیزم    |
| باب کیسی جونیور    | حزب دموکرات ایالات متحده آمریکا    | پنسیلوانیا      | کاتولیسیزم    |
| سوزان کولینز       | حزب جمهوری‌خواه ایالات متحده آمریکا | مین             | کاتولیسیزم    |
| جو دونالی          | حزب دموکرات ایالات متحده آمریکا    | ایندیانا        | کاتولیسیزم    |
| دیک دربین          | حزب دموکرات ایالات متحده آمریکا    | ایلینوی         | کاتولیسیزم    |
| کرستن جیلیبرند     | حزب دموکرات ایالات متحده آمریکا    | ایالت نیویورک   | کاتولیسیزم    |
| هایدی هایتکمپ      | حزب دموکرات ایالات متحده آمریکا    | داکوتای شمالی   | کاتولیسیزم    |
| جان هوون           | حزب جمهوری‌خواه ایالات متحده آمریکا | داکوتای شمالی   | کاتولیسیزم    |
| تیم کین            | حزب دموکرات ایالات متحده آمریکا    | ویرجینیا        | کاتولیسیزم    |
| پاتریک لیهی        | حزب دموکرات ایالات متحده آمریکا    | ورمانت          | کاتولیسیزم    |
| جو منچین           | حزب دموکرات ایالات متحده آمریکا    | ویرجینیای غربی  | کاتولیسیزم    |
| اد مارکی           | حزب دموکرات ایالات متحده آمریکا    | ماساچوست        | کاتولیسیزم    |
| کلیر مک‌کسکیل       | حزب دموکرات ایالات متحده آمریکا    | میزوری          | کاتولیسیزم    |
| باب منندز          | حزب دموکرات ایالات متحده آمریکا    | نیو جرسی        | کاتولیسیزم    |
| باربارا میکولسکی   | حزب دموکرات ایالات متحده آمریکا    | مریلند          | کاتولیسیزم    |
| لیزا مارکوزکی      | حزب جمهوری‌خواه ایالات متحده آمریکا | آلاسکا          | کاتولیسیزم    |
| پتی موری           | حزب دموکرات ایالات متحده آمریکا    | ایالت واشینگتن  | کاتولیسیزم    |
| جک رید (سیاست‌مدار) | حزب دموکرات ایالات متحده آمریکا    | رود آیلند       | کاتولیسیزم    |
| جیم ریش            | حزب جمهوری‌خواه ایالات متحده آمریکا | آیداهو          | کاتولیسیزم    |
| مایک راوندز        | حزب جمهوری‌خواه ایالات متحده آمریکا | داکوتای جنوبی   | کاتولیسیزم    |
| مارکو روبیو        | حزب جمهوری‌خواه ایالات متحده آمریکا | فلوریدا         | کاتولیسیزم    |
| Dan Sullivan       | حزب جمهوری‌خواه ایالات متحده آمریکا | آلاسکا          | کاتولیسیزم    |
| تام تیلیس          | حزب جمهوری‌خواه ایالات متحده آمریکا | کارولینای شمالی | کاتولیسیزم    |
| پت تومی            | حزب جمهوری‌خواه ایالات متحده آمریکا | پنسیلوانیا      | کاتولیسیزم    |
| دیوید ویتر         | حزب جمهوری‌خواه ایالات متحده آمریکا | لوئیزیانا       | کاتولیسیزم    |

### پرزبیتری
| سناتور         | حزب                                | ایالت          | وابستگی مذهبی |
| -------------- | ---------------------------------- | -------------- | ------------- |
| لامر الکساندر  | حزب جمهوری‌خواه ایالات متحده آمریکا | تنسی           | پرسبیتری      |
| جان باروزو     | حزب جمهوری‌خواه ایالات متحده آمریکا | وایومینگ       | پرسبیتری      |
| شلی مور کاپیتو | حزب جمهوری‌خواه ایالات متحده آمریکا | ویرجینیای غربی | پرسبیتری      |
| تام کارپر      | حزب دموکرات ایالات متحده آمریکا    | دلاویر         | پرسبیتری      |
| دن کوتس        | حزب جمهوری‌خواه ایالات متحده آمریکا | ایندیانا       | پرسبیتری      |
| کریس کونز      | حزب دموکرات ایالات متحده آمریکا    | دلاویر         | پرسبیتری      |
| باب کورکر      | حزب جمهوری‌خواه ایالات متحده آمریکا | تنسی           | Presbyterian  |
| استیو دینز     | حزب جمهوری‌خواه ایالات متحده آمریکا | ایالت مونتانا  | پرسبیتری      |
| مایک انزی      | حزب جمهوری‌خواه ایالات متحده آمریکا | وایومینگ       | پرسبیتری      |
| دب فیشر        | حزب جمهوری‌خواه ایالات متحده آمریکا | نبراسکا        | پرسبیتری      |
| جیم اینهاف     | حزب جمهوری‌خواه ایالات متحده آمریکا | اکلاهما        | پرسبیتری      |
| رند پال        | حزب جمهوری‌خواه ایالات متحده آمریکا | کنتاکی         | پرسبیتری      |
| ریچارد شلبی    | حزب جمهوری‌خواه ایالات متحده آمریکا | آلاباما        | پرسبیتری      |
| مارک وارنر     | حزب دموکرات ایالات متحده آمریکا    | ویرجینیا       | پرسبیتری      |

### یهودی
| سناتور          | حزب                             | ایالت         | وابستگی مذهبی |
| --------------- | ------------------------------- | ------------- | ------------- |
| ریچارد بلومنتال | حزب دموکرات ایالات متحده آمریکا | کنتیکت        | یهودیت        |
| باربارا باکسر   | حزب دموکرات ایالات متحده آمریکا | کالیفرنیا     | یهودیت        |
| بن کاردین       | حزب دموکرات ایالات متحده آمریکا | مریلند        | یهودیت        |
| داین فاینستاین  | حزب دموکرات ایالات متحده آمریکا | کالیفرنیا     | یهودیت        |
| ال فرنکن        | حزب دموکرات ایالات متحده آمریکا | مینه‌سوتا      | یهودیت        |
| برنی سندرز      | کنشگر سیاسی مستقل               | ورمانت        | یهودیت        |
| برایان شاتز     | حزب دموکرات ایالات متحده آمریکا | هاوایی        | یهودیت        |
| چاک شومر        | حزب دموکرات ایالات متحده آمریکا | ایالت نیویورک | یهودیت        |
| ران وایدن       | حزب دموکرات ایالات متحده آمریکا | اورگن         | یهودیت        |

### بپتیست/بپتیست جنوبی
| سناتور        | حزب                                | ایالت           | وابستگی مذهبی |
| ------------- | ---------------------------------- | --------------- | ------------- |
| روی بلانت     | حزب جمهوری‌خواه ایالات متحده آمریکا | میزوری          | باپتیست       |
| کوری بوکر     | حزب دموکرات ایالات متحده آمریکا    | نیو جرسی        | باپتیست       |
| جان بوزمن     | حزب جمهوری‌خواه ایالات متحده آمریکا | آرکانزاس        | باپتیست       |
| تد کاکران     | حزب جمهوری‌خواه ایالات متحده آمریکا | میسیسیپی        | باپتیست       |
| تد کروز       | حزب جمهوری‌خواه ایالات متحده آمریکا | تگزاس           | باپتیست       |
| لیندسی گراهام | حزب جمهوری‌خواه ایالات متحده آمریکا | کارولینای جنوبی | باپتیست       |
| چاک گرسلی     | حزب جمهوری‌خواه ایالات متحده آمریکا | آیووا           | باپتیست       |
| جیمز لنکفرد   | حزب جمهوری‌خواه ایالات متحده آمریکا | اکلاهما         | باپتیست       |
| جان مک‌کین     | حزب جمهوری‌خواه ایالات متحده آمریکا | آریزونا         | باپتیست       |
| میچ مکانل     | حزب جمهوری‌خواه ایالات متحده آمریکا | کنتاکی          | باپتیست       |
| راجر ویکر     | حزب جمهوری‌خواه ایالات متحده آمریکا | میسیسیپی        | باپتیست       |

### متودیست/متودیست متحد
| سناتور        | حزب                                | ایالت           | وابستگی مذهبی |
| ------------- | ---------------------------------- | --------------- | ------------- |
| ریچارد بر     | حزب جمهوری‌خواه ایالات متحده آمریکا | کارولینای شمالی | متدیسم        |
| تام کاتن      | حزب جمهوری‌خواه ایالات متحده آمریکا | آرکانزاس        | متدیسم        |
| جانی ایزاکسون | حزب جمهوری‌خواه ایالات متحده آمریکا | جورجیا          | متدیسم        |
| جری مورن      | حزب جمهوری‌خواه ایالات متحده آمریکا | کانزاس          | متدیسم        |
| دیوید پردو    | حزب جمهوری‌خواه ایالات متحده آمریکا | جورجیا          | متدیسم        |
| راب پورتمن    | حزب جمهوری‌خواه ایالات متحده آمریکا | اوهایو          | متدیسم        |
| پت رابرتس     | حزب جمهوری‌خواه ایالات متحده آمریکا | کانزاس          | متدیسم        |
| جف سشنز       | حزب جمهوری‌خواه ایالات متحده آمریکا | آلاباما         | متدیسم        |
| دبی اتبنو     | حزب دموکرات ایالات متحده آمریکا    | میشیگان         | متدیسم        |
| الیزابت وارن  | حزب دموکرات ایالات متحده آمریکا    | ماساچوست        | متدیسم        |

### مورمن
| سناتور              | حزب                                | ایالت     | وابستگی مذهبی                      |
| ------------------- | ---------------------------------- | --------- | ---------------------------------- |
| مایک کریپو          | حزب جمهوری‌خواه ایالات متحده آمریکا | آیداهو    | کلیسای عیسی مسیح قدیسان آخر الزمان |
| جف فلیک             | حزب جمهوری‌خواه ایالات متحده آمریکا | آریزونا   | کلیسای عیسی مسیح قدیسان آخر الزمان |
| اورین هتچ           | حزب جمهوری‌خواه ایالات متحده آمریکا | یوتا      | کلیسای عیسی مسیح قدیسان آخر الزمان |
| دین هلر             | حزب جمهوری‌خواه ایالات متحده آمریکا | نوادا     | کلیسای عیسی مسیح قدیسان آخر الزمان |
| مایک لی (سیاست‌مدار) | حزب جمهوری‌خواه ایالات متحده آمریکا | یوتا      | کلیسای عیسی مسیح قدیسان آخر الزمان |
| هری رید             | حزب دموکرات ایالات متحده آمریکا    | نوادا     | کلیسای عیسی مسیح قدیسان آخر الزمان |
| تام اودل            | حزب دموکرات ایالات متحده آمریکا    | نیومکزیکو | کلیسای عیسی مسیح قدیسان آخر الزمان |

### لوتری
| سناتور        | حزب                                | ایالت           | وابستگی مذهبی |
| ------------- | ---------------------------------- | --------------- | ------------- |
| شرود براون    | حزب دموکرات ایالات متحده آمریکا    | اوهایو          | لوتریانیسم    |
| جونی ارنست    | حزب جمهوری‌خواه ایالات متحده آمریکا | آیووا           | لوتریانیسم    |
| کری گاردنر    | حزب جمهوری‌خواه ایالات متحده آمریکا | کلرادو          | لوتریانیسم    |
| مارتین هینریش | حزب دموکرات ایالات متحده آمریکا    | نیومکزیکو       | لوتریانیسم    |
| ران جانسون    | حزب جمهوری‌خواه ایالات متحده آمریکا | ویسکانسین       | لوتریانیسم    |
| جف مارکلی     | حزب دموکرات ایالات متحده آمریکا    | اورگن           | لوتریانیسم    |
| بن سس         | حزب جمهوری‌خواه ایالات متحده آمریکا | نبراسکا         | لوتریانیسم    |
| تیم اسکات     | حزب جمهوری‌خواه ایالات متحده آمریکا | کارولینای جنوبی | لوتریانیسم    |

### پروتستان
| سناتور                 | حزب                                | ایالت         | وابستگی مذهبی |
| ---------------------- | ---------------------------------- | ------------- | ------------- |
| بیل کسیدی              | حزب جمهوری‌خواه ایالات متحده آمریکا | لوئیزیانا     | مسیحیت انجیلی |
| کریس مورفی (سیاست‌مدار) | حزب دموکرات ایالات متحده آمریکا    | کنتیکت        | پروتستانتیسم  |
| جین شهین               | حزب دموکرات ایالات متحده آمریکا    | نیوهمپشایر    | پروتستانتیسم  |
| جان تون                | حزب جمهوری‌خواه ایالات متحده آمریکا | داکوتای جنوبی | پروتستانتیسم  |

### اسقفی
| سناتور         | حزب                                | ایالت     | وابستگی مذهبی                      |
| -------------- | ---------------------------------- | --------- | ---------------------------------- |
| سکسبی چمبلیس   | حزب جمهوری‌خواه ایالات متحده آمریکا | جورجیا    | کلیسای اسقفی (ایالات متحده آمریکا) |
| آنگوس کینگ     | کنشگر سیاسی مستقل                  | ایالت مین | کلیسای اسقفی (ایالات متحده آمریکا) |
| بیل نلسون      | حزب دموکرات ایالات متحده آمریکا    | فلوریدا   | کلیسای اسقفی (ایالات متحده آمریکا) |
| شلدون وایت‌هاوس | حزب دموکرات ایالات متحده آمریکا    | رود آیلند | کلیسای اسقفی (ایالات متحده آمریکا) |

### مسیحی انجیلی
| سناتور     | حزب                                | ایالت           | وابستگی مذهبی |
| ---------- | ---------------------------------- | --------------- | ------------- |
| تیم اسکات  | حزب جمهوری‌خواه ایالات متحده آمریکا | کارولینای جنوبی | مسیحیت انجیلی |
| مارک پریور | حزب دموکرات ایالات متحده آمریکا    | آرکانزاس        | مسیحیت انجیلی |

### بودایی
| سناتور       | حزب                             | ایالت  | وابستگی مذهبی        |
| ------------ | ------------------------------- | ------ | -------------------- |
| مازیو هیرونو | حزب دموکرات ایالات متحده آمریکا | هاوائی | شین بودیسم بوداگرایی |

### کلیسای مسیح
| سناتور     | حزب                                | ایالت | وابستگی مذهبی    |
| ---------- | ---------------------------------- | ----- | ---------------- |
| جان کورنین | حزب جمهوری‌خواه ایالات متحده آمریکا | تگزاس | Church of Christ |

### کلیسای خدا
| سناتور   | حزب                             | ایالت         | وابستگی مذهبی |
| -------- | ------------------------------- | ------------- | ------------- |
| جان تستر | حزب دموکرات ایالات متحده آمریکا | ایالت مونتانا | Church of God |

### کلیسای متحد مسیح
| سناتور      | حزب                                | ایالت    | وابستگی مذهبی    |
| ----------- | ---------------------------------- | -------- | ---------------- |
| امی کلوبوچر | حزب دموکرات ایالات متحده آمریکا    | مینه‌سوتا | کلیسای متحد مسیح |
|             | حزب جمهوری‌خواه ایالات متحده آمریکا | ایلی‌نوی  | کلیسای متحد مسیح |

### بدون وابستگی
| سناتور      | حزب                             | ایالت     | وابستگی مذهبی | ملاحظات                 |
| ----------- | ------------------------------- | --------- | ------------- | ----------------------- |
| تیمی بلدوین | حزب دموکرات ایالات متحده آمریکا | ویسکانسین | بی‌دین         | [ ۱۷۸ ]                 |
| مایکل بنت   | حزب دموکرات ایالات متحده آمریکا | کلرادو    | بی‌دین         | یهودیت و مسیحی بزرگ شده |